# Atlas Able
Atlas Able – amerykańska rakieta nośna z rodziny Atlas. Nieudana konstrukcja, której trzy próby starty kończyły się awariami i eksplozjami rakiety. Jej dwie inne odmiany, Atlas C Able i Atlas D Able, również były nieudane. Atlas Able miał wynieść sondy kosmiczne serii Pioneer.

## Chronologia
1. 26 listopada 1959, 07:26 GMT; s/n 20D; miejsce startu: Canaveral (LC14), USA
Ładunek: Pioneer P 3; Uwagi: start nieudany – 45 sekund po starcie odłączył się czepiec balistyczny chroniący ładunek. Rakieta i sonda kosmiczna uległy zniszczeniu.
2. 25 września 1960, 15:13 GMT; s/n 80D; miejsce startu: Canaveral (LC12), USA
Ładunek: Pioneer P 30; Uwagi: start nieudany – eksplozja górnego stopnia rakiety nośnej.
3. 15 grudnia 1960, 09:10 GMT; s/n 91D; miejsce startu: Canaveral (LC12), USA
Ładunek: Pioneer P 31; Uwagi: start nieudany – rakieta wymknęła się spod kontroli i wybuchła na wysokości 12 200 m.